# スコール (再保険)
スコール（フランス語: Scor SE）は、フランス・パリに本拠を置き、再保険を中心とする金融サービスを提供する多国籍企業。世界約30カ国に拠点を持ち、損害再保険、生命再保険を軸に、アセットマネジメントも取り扱う。日本法人はスコール・サービス・ジャパン株式会社。ユーロネクスト・パリとスイス証券取引所に上場している（Euronext: SCR 、SIX: SCR）。

## 沿革
1970年、フランス政府の援助を受けて設立、社名はSociété Commerciale de Réassuranceの略に由来する。1989年にパリ証券取引所に上場、また同業のUnion des Assurances de Paris (UAP)とDeutsche Kontinentale Rückを相次いで合併した。1996年7月、米国のオールステート保険の再保険事業を買収、2000年4月、Partner Reから米国の生命再保険事業を買収し同国でのプレゼンスを拡げた。2006年7月、ドイツのRevios Rueckversicherungs AGを合併し収益規模が拡大、2007年5月、スコールはフランスの上場企業として初の欧州会社（SE）となった。同年8月、オランダを拠点に生命再保険を取り扱うReMark Group B.V.を買収し子会社化、2011年4月、エイゴンの再保険部門である米国のTransamerica Reinsuranceを買収、2013年10月、米国のGenerali U.S. Holdings,Incを買収し同国の生命再保険事業で首位となり、2016年12月、新たにインドに拠点を開設した。なお2015年3月、SOMPOホールディングスがスコールの株式買収を行い、持分法適用会社化を計画したものの、同年12月に頓挫した。
スコールの組織はScor SEのもと、損害再保険を扱うScor Global P&C SEと、生命再保険を扱うScor Global Life SEに大きく分かれており、このほかフランスを中心にアセットマネジメントなどの諸金融サービスを扱っている。

## 日本におけるスコール
日本におけるスコールの活動は、1983年の駐在員事務所の開設に始まる。以降、日本法人「スコール・サービス・ジャパン株式会社」（SCOR Services Japan Co. Ltd.）により、損害再保険を取り扱ってきたが、2017年4月にScor Global Life SE（スコール・グローバル・ライフ・エスイー）による、生命・医療再保険の取り扱いも開始された。東京（紀尾井町ビル）にオフィスを持つ。 